# Генрикув (Здунськовольський повіт)
Генрикув (пол. Henryków) — село в Польщі, у гміні Здунська Воля Здунськовольського повіту Лодзинського воєводства.
Населення — 327 осіб (2011).
У 1975-1998 роках село належало до Серадзького воєводства.

## Демографія
Демографічна структура станом на 31 березня 2011 року:
|          | Загалом | Допрацездатний вік | Працездатний вік | Постпрацездатний вік |
| -------- | ------- | ------------------ | ---------------- | -------------------- |
| Чоловіки | 185     | 32                 | 134              | 19                   |
| Жінки    | 142     | 35                 | 77               | 30                   |
| Разом    | 327     | 67                 | 211              | 49                   |